# Mesochorus fragilis
Mesochorus fragilis är en stekelart som beskrevs av Morley 1913. Mesochorus fragilis ingår i släktet Mesochorus och familjen brokparasitsteklar. Inga underarter finns listade i Catalogue of Life.